# Ivonne Barrios
Ivonne Coromoto Barrios Finol es una ex presa política venezolana. En 2020 fue detenida y acusada de estar relacionada con al Operación Gedeón del mismo año. La organización no gubernamental Foro Penal la ha clasificado como una presa política. Fue liberada en 2023 durante un canje de prisioneros.

## Detención
Ivonne fue detenida el 12 de septiembre de 2020 junto con otras personas por funcionarios de las Fuerza de Acciones Especiales (FAES) en su casa, en el estado Zulia, durante un almuerzo con invitados. Fue acusada de estar relacionada con la Operación Gedeón del mismo año porque su esposo, un taxista, transportaba a algunos de los imputados cuando fueron detenidos como parte de su trabajo y porque el vehículo estaba a nombre suyo.Fueron trasladados a la sede de las FAES en Maracaibo y el 14 de septiembre fueron presentados ante el Tribunal de Control de Cabimas.
La corte cedió su competencia a los tribunales en materia de terrorismo en Caracas. Ivonne fue recluida en la sede del DGCIM en Boleíta, en Caracas, por orden del Tribunal Cuarto Contra el Terrorismo. Para 2021, meses después de su encarcelamiento, su hijo que vivía en Zulia no había podido verla.La audiencia preliminar tardó cinco meses en tener lugar, el 21 de febrero de 2021. El Ministerio Público acusó a Barrios de los cargos de «traición a la patria, terrorismo, tráfico ilícito de armas y asociación» junto con otras seis personas. El 30 de abril de 2021 fue trasladada al Instituto Nacional de Orientación Femenina (INOF), en Los Teques, en el estado Miranda.Ivonne no podía recibir comida, artículos de higiene o medicinas por parte de su familia porque no podían costear el viaje desde Zulia hasta Los Teques. A pesar de solicitudes para traslados médicos, para julio de 2023 los custodios no habían accedido.
La organización no gubernamental Foro Penal la ha clasificado como una presa política. Ivonne fue liberada el 20 de diciembre de 2023, tras más de tres años de encarcelamiento, como parte de un canje de prisioneros después de que Estados Unidos indultase y liberara al empresario colombiano Alex Saab.